# Яманака, Такэси
Такэси Яманака (яп. 山中 武司; род. 30 января 1971, Томакомай, Хоккайдо) — японский хоккейный защитник и тренер, ныне ассистент главного тренера сборной Японии.

## Карьера
Всю карьеру игрока провёл в клубе «Одзи Иглз». Выступал за сборные Японии разного возраста. В составе основной сборной выиграл домашний Кубок Азии 1993 года, стал серебряным призёром Азиатских игр 1996 и 1999 годов, выступал на Олимпийских играх 1998 года, куда японцы отобрались на правах хозяев, а также на пяти чемпионатах мира (в 1998 и 1999 годах — в элитной группе).
С 2007 года на тренерской работе. В 2016—2018 годах возглавлял женскую сборную Японии, с которой выиграл «золото» на домашних Азиатских играх 2017 года и принял участие в хоккейном турнире Олимпийских игр 2018 года.

## Личная жизнь
Жена Хироми Ямамото (род. 1970) — японская конькобежка, бронзовый призёр Олимпийских игр 1994 года.